# گروه سنتر
گروه سنتر (انگلیسی: Scentre Group) شرکت املاک استرالیایی است، که در سال ۱۹۶۰ تأسیس شد.